# Ultraszonográfia
Az ultraszonográfia (ultrahang-diagnosztika, ultrahangvizsgálat) egy ultrahang (UH) alapú képalkotási technika, amely segítségével megjeleníthetjük a test belső felépítését, beleértve az inakat, izmokat, ízületeket, ereket és belső szerveket, így az orvosok megkereshetik az esetleges károsodásokat, sérüléseket.
Az ultrahangkép (ultraszonogram vagy szonogram) úgy készül, hogy ultrahang-impulzust irányítanak a szövetbe egy szonda segítségével. A hanghullámok visszaverődnek a szövetekről és szervekről, a visszhangot pedig rögzítik és képpé alakítják át a kezelő számára.
Az ultrahang segítségével számos különböző típusú kép állítható elő. A legismertebb ezek közül a B-mód megjelenítés, amely a vizsgált szövet kétdimenziós keresztmetszetét képezi le. Más képtípusok megjeleníthetik a vér áramlását, a szövetek mozgásait, hogy hol található vér, kimutathatják egyes molekulák jelenlétét, a szövet merevségét, leképezhetik egy háromdimenziós terület anatómiáját. (Az ultrahang terápiás jelleggel is felhasználható, például epekövek vagy vesekövek zúzására, illetve arra, hogy a beteg vagy rákos szövetet felhevítve elpusztítsák azt).
Más képalkotási módszerekkel összehasonlítva az ultraszonográfia számos előnnyel bír. Valós időben jeleníti meg a képeket, a képalkotó szerkezet mobilis és könnyen a betegágyhoz vihető, olcsóbb és nem keletkezik káros ionizáló sugárzás a használata során. Hátrányai közül a legnagyobb az esetenként nehézkes képalkotás, így például a csontok mögötti területek korlátozott leképezésére való képesség, illetve az, hogy minden esetben szakképzett kezelőnek kell végeznie a képalkotást.

## Diagnosztikai alkalmazás
A hagyományos ultrahangos diagnosztikai szkennerek a 2 és 18 megahertz közötti tartományban üzemelnek. A kísérleti biomikroszkópiás vizsgálatok során ugyanakkor már alkalmaztak 50–100 megahertzes tartományban működő ultraszonográfiás eszközöket is speciális területek vizsgálatára. Azt, hogy milyen frekvenciát érdemes adott esetben használni, az dönti el, hogy mekkora térbeli felbontásra és milyen képmélységre van szükség a diagnosztikához. Az alacsonyabb frekvencia kisebb felbontást ad, de mélyebben képes képet alkotni a testről. A magasabb frekvenciájú hullámok kisebb hullámhosszal rendelkeznek, így képesek arra, hogy kisebb területekről is visszaverődjenek, ugyanakkor nagyobb a csillapítási együtthatójuk is, azaz könnyebben elnyelik őket a szövetek, így nem alkalmasak mélyebb képalkotásra.
Az ultraszonográfiát az orvostudomány számos területén alkalmazzák, mivel a segítségével diagnosztikai és terápiás eljárások is végezhetőek. Az ultraszonográfiás vizsgálatokat végző szakemberek a szonográfusok, olyan egészségügyi szakemberek, akiknek a feladata maga a képalkotás, a szonográfok értelmezése pedig általában a radiológus szakember feladata, olyan orvosoké, akik különféle képalkotási eljárások alkalmazásának és azok eredményei értelmezésének szakértői. Az értelmezést végezheti kardiológus is, amennyiben szívultrahangos vizsgálatról (echokardiográfiáról) van szó. A szonográfusok általában egy kézi transzducer szondát használnak, amelyet közvetlenül a beteg testére helyeznek és azon mozgatnak. Az ultraszonográfia használata egyre elterjedtebb a közvetlen betegellátásban, mivel hatékony, olcsó és dinamikus diagnosztikát tesz lehetővé.
A szonográfia segítségével igen hatékonyan vizsgálhatóak a test lágy szövetei. Az olyan struktúrák vizsgálatakor, mint az izmok, inak, herék, a mell, a pajzsmirigy, a mellékmirigy és az újszülött agy, magasabb frekvenciát használnak (7–18 MHz), ami nagyobb axiális és laterális felbontást tesz lehetővé. A mélyebb struktúrákat, mint a máj és a vese, alacsonyabb (1–6 MHz) frekvencián vizsgálják a mélyebb képalkotás miatt.
Ultraszonográfia segítségével számtalan különféle vizsgálatot végeznek, így például teljes körű 2D és 3D állapotfelmérést, a has és a hasi szervek vizsgálatát, nyaki vizsgálatot, az emlők, vénák, erek és ízületek vizsgálatát. A segítségével vizsgálják a csecsemők koponyáját, hasát, csípőjét is.
Egy általános célú ultrahang készülék alkalmas a legtöbb képalkotási eljárás elvégzésére. A speciális alkalmazásokhoz általában speciális transzducer is szükséges.

## A megjelenítés módjai
A képek megjelenítése a diagnosztikai céloknak megfelelően többféle módon történhet.
- A-mód megjelenítés: ezzel a visszatérő echo amplitúdóját hasonlítják össze a visszaverő struktúra mélységi információi alapján. Ez a legegyszerűbb típusú ultrahang, amelynél a transzducer egy vonalban vizsgálja a testet. A tumorokat célzó terápiás ultrahang ugyancsak A-módú, amely lehetővé teszi az energiahullám nagyon precíz fókuszálását.
- B-mód vagy 2D mód megjelenítés: ennél a módnál a visszavert echo amplitúdója határozza meg a megjelenített struktúrák fényességét. A szkennelést egy vonalban elhelyezett transzducerek végzik és így generálnak kétdimenziós képet.
- C-mód
- M-mód
- Doppler-mód megjelenítés: a Doppler-effektust használja fel a vérnyomás mérése és megjelenítése érdekében.
- Harmonikus mód

## Kockázatok és mellékhatások
Az ultraszonográfia általánosságban biztonságos képalkotási módszernek tekinthető.
A magzat terhesség alatti ultrahangos diagnosztikáját a szakemberek biztonságosnak tartják. A vizsgálatot ugyanakkor csak akkor ajánlott végezni, ha megalapozott orvosi indok van rá, és a diagnosztikai információ megszerzéséhez a lehető legkisebb mértékben ajánlott csak kitenni a magzatot az ultrahanghullámoknak.
Az Egészségügyi Világszervezet (WHO) vizsgálatai szintén megerősítették, hogy az ultraszonográfia ártalmatlan. A szervezet szerint az ultrahangos diagnosztika egy elismerten biztonságos, hatékony és rendkívül rugalmas képalkotó eljárás, amely gyorsan és költséghatékony módon képes orvosilag releváns információkat szolgáltatni a test nagy részéről. Bár semmilyen bizonyíték nincs arra nézve, hogy az ultrahang ártalmas lenne a magzatra nézve, az amerikai Élelmiszer- és Gyógyszerfelügyeleti Hatóság (FDA) az ultrahangos eszközök magzati „emlékvideók” készítésére történő használatát „orvosi eszköz nem engedélyezett felhasználásának” tekinti.